# Icteracantha femorata
Icteracantha femorata är en tvåvingeart som först beskrevs av Macquart 1843.  Icteracantha femorata ingår i släktet Icteracantha och familjen bredmunsflugor. Inga underarter finns listade i Catalogue of Life.